# Oca de l'illa de Maurici
L'oca de l'illa de Maurici (Alopochen mauritiana) és un ocell aquàtic extint de la família dels anàtids (Anatidae). 

Era un parent proper de l'oca d'Egipte. Conegut a partir dos carpmetacarpians subfòssils i algunes descripcions, aquest ocell tenia la mida d'una gallina. El seu aspecte és desconeguda, excepte que les seves ales mostraven el típic patró del gènere Alopochen.